# Joseph Gambihler
Joseph Gambihler (auch Josef Gambihler; * 4. März 1801 in Igenhausen; † 30. August 1847 in Nürnberg) war ein deutscher Lehrer und Publizist.

## Leben
Gambihler war Sohn eines Chirurgen. Sein Vater starb allerdings früh. Seine Mutter ließ ihn auf der örtlichen Schule sowie beim Pfarrer des Ortes ausbilden. 1815 kam er auf das Augsburger Gymnasium, wobei er sich seinen Unterhalt teilweise durch den Unterricht schwächerer Schüler verdienen musste. 1818 wechselte er an das Dillinger Gymnasium, das er bis 1821 absolvierte. In diesem Jahr wurde er an der Universität Würzburg immatrikuliert, an der er Philosophie und Philologie studierte. Seine Promotion zum Dr. phil. erfolgte 1825.
Anschließend unternahm er einen Versuch, sich an der Philosophischen Fakultät als Privatdozent zu habilitieren. Der Versuch scheiterte allerdings am Widerstand des späteren Bischofs von Augsburg und Worms Peter von Richarz. In dieser Zeit war Gambihler reger Beiträger in der Wochenzeitung Die Freie Presse / Die Verfassung, wo er sich unter anderem auch zu dieser Angelegenheit äußerte.
Gambihler wurde 1831 nach Nürnberg berufen, um für die Wochenschrift Der Polarstern, ein Codex für Wahrheit, Freiheit und Recht als Redakteur tätig zu werden. Aufgrund der unruhigen Zeiten erschien schließlich lediglich ein Jahrgang 1832. Fünfmal reiste Gambihler (1829, 1836, 1840, 1842 und 1844) nach England. Seine sehr guten Kenntnisse in der englischen und französischen Sprache ermöglichten es ihm, neben der schriftstellerischen Arbeit, auch Privatunterricht in diesen Sprachen zu geben.
Gambihler wurde 1832/1833 als Lehrer für englische und französische Sprache der neuen Nürnberger Realschule gewonnen. Bei der Rückkehr von einer Reise nach München erlitt er 1845 einen Schlaganfall, von dem er sich nur sehr langsam erholte. Er blieb halbseitig gelähmt. 1847 führte schließlich eine erneute Erkrankung zum Tod.
Gambihler betätigte sich neben seiner schriftstellerischen Arbeit auch auf dem Feld der Musik. Er gab mehrere Kompositionen heraus. Seine Berichterstattung zum Grab von Carl Maria von Weber in London bilden den Ausgangspunkt der Umbettung Webers von London nach Dresden.

## Werke (Auswahl)
- Versuch einer gedrängten Darstellung der Metaphysik der absoluten Vernunftideen, Würzburg 1827.
- Gründliche Anweisung des sichersten, einfachsten und wohlfeilsten Verfahrens beim Bohren von Artesischen Brunnen: mit genauer Angabe aller Vorsichtsmaßregeln und Vortheile, Campe, Nürnberg 1832.
- Lehrbuch der physischen Geographie aus dem Standpunkte der fortgeschrittenen Wissenschaft, Campe, Nürnberg 1833.
- Handbuch für Reisende nach London und dessen Umgebungen, Verlag der literarisch-artistischen Anstalt, München 1844.

Übersetzungen
- Carl Scudamore: Ein Versuch über das Blut, Etlinger, Würzburg 1826 (eingeleitet von Karl Friedrich Heusinger).
- John Ramsay McCulloch: Ueber Handel und Handelsfreiheit, Campe, Nürnberg 1834.